# Starrfotblomfluga
Starrfotblomfluga (Platycheirus lundbecki) är en tvåvingeart som först beskrevs av Collin 1931.  Starrfotblomfluga ingår i släktet fotblomflugor, och familjen blomflugor.
Artens utbredningsområde är Grönland. Enligt den finländska rödlistan är arten nära hotad i Finland. Arten är reproducerande i Sverige. Artens livsmiljö är fjällbjörkskogar. Inga underarter finns listade i Catalogue of Life.